# Шаффнер, Мартин
Мартин Шаффнер (нем. Martin Schaffner; ок. 1478, Ульм — 1548, там же) — немецкий художник, один из важнейших мастеров ульмской школы, расцвет которого пришёлся на период с 1508 по 1535 годы.
Ученик Штокера. В первую пору своей деятельности Шаффнер придерживался реалистического направления, писал очень характерные портреты и даже в религиозных картинах давал фигурам физиономии и костюмы своих современников, как, например, в «Поклонении волхвов».
Впоследствии, после поездки в Италию, он, под влиянием тамошних живописцев, изменил свою прежнюю манеру на более идеалистичную и стал стремиться к красоте и благородству форм и к выражению душевных настроений, как, например, в четырёх картинах Мюнхенской пинакотеки («Благовещение», «Сретение Господне», «Сошествие Святого Духа на апостолов» и «Успение Богородицы»).
Под руководством Шаффнера был выполнен самый большой по площади фресковый ансамбль Германии XVI века — наружная роспись Ульмской ратуши, отчасти сохранившаяся.